# Jo Pestum
Jo Pestum (* 29. Dezember 1936 in Essen; eigentlich Johannes Stumpe; † 11. August 2020) war ein deutscher Schriftsteller und Filmautor und wurde vor allem als Kinder- und Jugendbuchautor bekannt.

## Leben
Jo Pestum studierte Malerei an der Folkwangschule Essen und wurde als Restaurator und Glasmaler ausgebildet. Er unternahm lange Reisen und jobbte als Bauarbeiter, Barkeeper, Taucher und Trucker. Später war er Mitarbeiter mehrerer Zeitschriften, arbeitete als Karikaturist, Chefredakteur und Verlagslektor. Seit 1973 war er freiberuflicher Schriftsteller und Filmautor, lebte im Münsterland in der Nähe von Billerbeck und schrieb Romane, Kinderbücher, Lyrik, Kriminalromane, Drehbücher und Hörspiele. Er war Herausgeber der Edition Pestum.
Unter dem Namen Johannes Stumpe wurde er auf dem Dortmunder Schriftstellerkongress (20./21. Mai 1977) in den Bundesvorstand des Verbandes deutscher Schriftsteller (VS), heute in ver.di, gewählt und hatte bis 1983 die Position des Beisitzers inne. Er war Mitglied des PEN-Zentrums Deutschland.

## Werk
Pestums erste Krimiserie um den Düsseldorfer Kommissar Katzbach erschien Ende der 1960er Jahre im Würzburger Arena-Verlag. In den 1970er Jahren veröffentlichte er die Krimiserie Luc Lucas (um einen ehemaligen Kölner Kriminalkommissar, der mit seiner Familie „Do“, „Renate“ und „Martin“ auf den „Rabenhof“ zieht, um dort Pferde zu züchten). In den 1980er Jahren folgte die Serie N & K. Die Detektive.
Er wirkte in den 1990ern an vielen Drehbüchern des ZDF-Kinderserien-Klassikers Siebenstein (mit Adelheid Arndt) mit.

### Kommissar Katzbach
- Der Kater jagt die grünen Hunde. Kommissar Katzbach klärt einen rätselhaften Fall. Arena-Verlag, Würzburg 1968.
- Der Kater und die rote Katze. Neue aufregende Kriminalgeschichten mit Kommissar Katzbach. Arena-Verlag, Würzburg 1969.
- Der Kater spielt Pik-As. Kommissar Katzbach jagt Gauner und Ganoven. Arena-Verlag, Würzburg 1970, ISBN 3-401-01087-5.
- Wer schießt auf den Kater? Kommissar Katzbach greift ein. Die neuesten Fälle. Arena-Verlag, Würzburg 1971, ISBN 3-401-01156-1.
- Der Kater und die schwarzen Kreuze. Ravensburg, 1974, ISBN 3-473-51613-9.
- Der Kater und der Ruf im Nebel. Kriminalerzählung. Arena-Verlag, Würzburg 1975, ISBN 3-401-03749-8.
- Der Kater und die Nacht der Jäger. Kriminalerzählung. Popp, Würzburg 1977, ISBN 3-401-03818-4.
- Whisky für den Kater. Schoedel, Hannover 1978, ISBN 3-507-00418-6.
- Der Kater kommt zurück. Ravensburg, 1987, ISBN 3-522-17130-6.
- Der Kater zeigt die Krallen. Ravensburg, 1988, ISBN 3-401-02107-9.
- Der Kater und die kalten Herzen. Ravensburg, 1988, ISBN 3-473-51649-X.
- Der Kater und der Mann aus Eisen. Ravensburg, 1988, ISBN 3-473-35096-6.
- Der Kater und der Tag des Tigers.
- Der Kater und der Tag der Narren.

### Luc Lucas
Zehnbändige Reihe mit der Hauptfigur „Luc Lucas“, sämtlich erschienen im Franz Schneider Verlag in den Jahren 1975 (erster Band) bis 1980 (zehnter Band) mit Illustrationen von Werner Heymann. Titel der Reihe wurde ins Niederländische, Spanische und Dänische übersetzt und in den 1980er Jahren im Arena-Verlag neu aufgelegt. Dort erschien 2002 auch ein Sammelband mit dem Titel Detektiv Luc Lucas.
- 13 Minuten nach Mitternacht. München 1975, ISBN 3-505-07582-5.
- Der Spuk von Billerbeck. München 1976, ISBN 3-505-07620-1.
- Das Rätsel der Bananenfresser. München 1976, ISBN 3-505-07678-3.
- Die Spur der blauen Drachen. München 1977, ISBN 3-505-07719-4.
- Lange Schatten in der Nacht. München 1977, ISBN 3-505-07776-3.
- Wenn der Panther schläft. München 1978, ISBN 3-505-07848-4.
- Ein Wassermann funkt SOS. München 1978, ISBN 3-505-07866.
- Der Schrei im Schilf. München 1979, ISBN 3-505-07953-7.
- Wenn die Teufelsmaske lacht. München 1979, ISBN 3-505-07923-5.
- Ein Falle für den Fuchs. München 1980, ISBN 3-505-08083-7.
- Geheimnisvolle Fälle. München 1999, ISBN 3-401-02858-8.
- Neue rätselhafte Fälle. Arena-Taschenbuch, Würzburg 2004, ISBN 3-401-02859-6.

### N & K. Die Detektive
Siebenbändige Reihe, erschienen im Franz Schneider Verlag. Die Bände 1 und 2 sind auch als Hörspiele unter dem Label Schneider Ton erschienen.
- Band 1: Wer hat den schwarzen Hund gesehn? München 1985.
- Band 2: Warum schweigt der Schatzsucher? München 1985.
- Band 3: Was steckt hinter der Geheimtür? München 1985.
- Band 4: Wer kennt den Weg zum Piratennest? München 1985.
- Band 5: Wer spukt im alten Wasserschloß? München 1986.
- Band 6: Warum lacht der rote Drachen? München 1986.
- Band 7: Wo treffen sich die Geisterreiter? München 1987.

### Geschichten vom Paul
Paul berichtet aus der Ich-Perspektive über Erlebnisse, zum Beispiel die Reise zu seinem Vetter, der auf dem Land lebt oder den Besuch von Tante Thea (auch als Hörspiel). Diese werden durch seine bunte Fantasie und die Mithilfe seines Freundes Moses zu haarsträubenden Abenteuergeschichten. Diese Buchreihe wurde vertont.
- Der Pirat auf dem Dach. Thienemann, Stuttgart 1986, ISBN 3-473-52020-9.
- Tante Theas Tiger. Thienemann, Stuttgart 1987, ISBN 3-473-52035-7.
- Das Monster im Moor. Thienemann, Stuttgart 1988, ISBN 3-522-14200-4.
- Zorros Zirkus. Thienemann, Stuttgart 1989, ISBN 3-473-52104-3.

### Der Pferdehof im Münsterland
- Der Pferdehof im Münsterland. Band 1: Lenas neue Freunde. Scheider, München 1993, ISBN 3-505-04759-7.
- Der Pferdehof im Münsterland. Band 2: Der geheimnisvolle Schimmel. Scheider, München, ISBN 3-505-04760-0.
- Der Pferdehof im Münsterland. Band 3: Lenas Fahrt zum großen Fest. Scheider, München 1993, ISBN 3-505-04968-9.
- Der Pferdehof im Münsterland. Band 4: Rettet Robinson! Scheider, München 1994, ISBN 3-505-04991-3.
- Der Pferdehof im Münsterland. Band 5: Im Sommerwind. Scheider, München 1994, ISBN 3-505-00032-9.
- Der Pferdehof im Münsterland. Band 6: Ein Fohlen für Lena. Scheider, München 1995, ISBN 3-505-00032-9.

### Die Großstadtfüchse
- Die Großstadtfüchse. Mit Bildern von Beate Speck-Kafkoulas, Thienemann. Stuttgart 1993, ISBN 3-596-80377-2.
- Die Großstadtfüchse und der Clown. Mit Bildern von Beate Speck-Kafkoulas, Thienemann. Stuttgart 1994, ISBN 3-596-80378-0.
- Die Großstadtfüchse und der Hai. Mit Bildern von Beate Speck-Kafkoulas, Thienemann. Stuttgart 1995, ISBN 3-596-80381-0.
- Die Großstadtfüchse und der Wolf. Mit Bildern von Beate Speck-Kafkoulas, Thienemann. Stuttgart 2001, ISBN 3-522-17408-9.
- Die Großstadtfüchse und der Dieb. Mit Bildern von Beate Speck-Kafkoulas, Thienemann. Stuttgart 2002, ISBN 3-522-17537-9.
- Die Großstadtfüchse und der Geist. Mit Bildern von Beate Speck-Kafkoulas, Thienemann. Stuttgart 2002, ISBN 3-522-17482-8.

### Weihnachtskrimi-Reihe
- Drei Könige auf Abwegen. Ein Weihnachtskrimi in 24 Kapiteln. Mit Illustrationen von Silke Brix. Arena Verlag, 1998, ISBN 3-401-04853-8.
- Die rätselhaften Nikoläuse. Ein Weihnachtskrimi in 24 Kapiteln. Mit Illustrationen von Silke Brix. Arena Verlag, 1999, ISBN 3-401-04968-2.
- Die geheimnisvollen Engel. Ein Weihnachtskrimi in 24 Kapiteln. Mit Illustrationen von Birgit Schössow. Arena Verlag, 2004, ISBN 3-401-02397-7.
- Der Weihnachtsmann im Tannenbaum. Ein Weihnachtskrimi in 24 Kapiteln. Mit Illustrationen von Lisa Althaus. Arena Verlag, 2004, ISBN 3-401-05721-9.
- Die gefährlichen Schneemänner. Ein Weihnachtskrimi in 24 Kapiteln. Mit Illustrationen von Lisa Althaus. Arena Verlag, 2005, ISBN 3-401-05870-3.
- Das verschwundene Christkind. Ein Weihnachtskrimi in 24 Kapiteln. Mit Illustrationen von Lisa Althaus. Arena Verlag, 2006, ISBN 3-401-05985-8.
- Die Lametta-Bande. Ein Weihnachtskrimi in 24 Kapiteln. Mit Illustrationen von Lisa Althaus. Arena Verlag, 2007, ISBN 978-3-401-06075-0.
- Die Christbaumräuber. Ein Weihnachtskrimi in 24 Kapiteln. Mit Illustrationen von Lisa Althaus. Arena Verlag, 2008, ISBN 978-3-401-06249-5.
- Weihnachtsspuk um Mitternacht. Ein Weihnachtskrimi in 24 Kapiteln. Mit Illustrationen von Lisa Althaus. Arena Verlag, 2009, ISBN 978-3-401-06359-1.
- Schneemänner auf Abwegen. Zwei Weihnachtskrimis in einem Band. Mit Illustrationen von Lisa Althaus. Arena Verlag, 2009, ISBN 978-3-401-06367-6.
- Die Weihnachtsmarktdetektive. Ein Weihnachtskrimi in 24 Kapiteln. Mit Illustrationen von Lisa Althaus. Arena Verlag, 2010, ISBN 978-3-401-06453-6.
- Das Geheimnis der falschen Nikoläuse. Zwei Weihnachtskrimis in einem Band. Mit Illustrationen von Lisa Althaus. Arena Verlag, 2010, ISBN 978-3-401-06491-8.
- Die gestohlenen Weihnachtsgeschenke. Ein Weihnachtskrimi in 24 Kapiteln. Mit Illustrationen von Lisa Althaus. Arena Verlag, 2011, ISBN 978-3-401-06590-8.
- Die streng geheime Weihnachtsmission. Mit Illustrationen von Lisa Althaus, Arena Verlag, Würzburg 2012, ISBN 978-3-401-06727-8.
- Eine böse Weihnachtsüberraschung. Mit Illustrationen von Lisa Althaus, Arena Verlag, Würzburg 2013, ISBN 978-3-401-06732-2.

### Humorbücher
- Astronautenlatein. Raumfahrt, wie sie keiner kennt. Garantiert ohne Vorwort von Wernher von Braun, dafür mit 13 Mini-Science-Fiction-Stories von Jo Pestum. Mit Illustrationen von Adolf Oehlen. Fischer-Taschenbuch-Verlag, Frankfurt am Main 1972, ISBN 3-436-01555-5.
- Kalle seine Beine. Sport-Satiren. Rowohlt, Reinbek 1984, ISBN 3-499-15465-X.

### Bilderbücher
- Die Gespensternacht. Mit Bildern von Isolde Goldberg. Schwann, Düsseldorf 1972, ISBN 3-508-00196-2.
- Sieben Räuber und ein Hund. Mit Illustrationen von Regina Kehn. Thienemann Verlag, 1990, ISBN 3-522-14900-9.
- Das kleine Mädchen und das große Pferd. Mit Bildern von Harmen van Straaten. Oetinger, Hamburg 1991, ISBN 3-7891-0580-5.
- Die Reise zu den weißen Pferden. Mit Bildern von Milada Krautmann. Thienemann, Stuttgart 1991, ISBN 3-473-51937-5.
- Die wilden Acht. Mit Illustrationen von Regina Kehn. Thienemann Verlag, 1993, ISBN 3-522-43139-1.
- Ring frei für die wilden Acht. Mit Illustrationen von Regina Kehn. Thienemann Verlag, 1994, ISBN 3-522-43164-2.
- Detektivbüro Anja Adlerauge. Mit Bildern von Ralf Butschkow. Arena-Verlag, Würzburg 1996, ISBN 3-401-07424-5.
- Büffelsohn und Kleiner Stern. Mit Bildern von Hella Seith. Arena-Verlag, Würzburg 1997, ISBN 3-401-07335-4.
- Der mutige Kunibert und andere Ritter- und Drachengeschichten. Mit Bildern von Gabi Selbach. Arena-Verlag, Würzburg 2000, ISBN 3-401-04640-3.
- Paule und die wilden Piraten. Mit Bildern von Johannes Gerber. Arena-Verlag, Würzburg 2001, ISBN 3-401-08083-0.
- Weihnachten auf sanften Pfoten. Mit Bildern von Carola Holland. Arena-Verlag, Würzburg 2001, ISBN 3-401-05300-0.
- Der Elefant im Feuerwehrhaus. Mit Bildern von Birgit Rieger. Arena-Verlag, Würzburg 2002, ISBN 3-401-08379-1.
- Eiskalte Gauner und ein cooler Detektiv. Mit Bildern von Silvio Neuendorf. Arena-Verlag, Würzburg 2003, ISBN 3-401-05266-7.
- Der verrückte Ferienritt. Mit Bildern von Martina Theisen. Thienemann, 2003, ISBN 3-522-17576-X.
- Tim und der Fall Hexenhaus. Mit Bildern von Wolfgang Slawski. Edition Bücherbär, Würzburg 2004, ISBN 3-401-08568-9.
- Mit Karacho in den Ententeich. Mit Bildern von Heribert Schulmeyer. Thienemann, Stuttgart 2004, ISBN 3-522-17679-0.
- Büffelmädchen. Mit Illustrationen von Daniela Chudzinski. Thienemann Verlag, 2004, ISBN 3-522-17633-2.
- Den Eseldieben auf der Spur. Mit Bildern von Irmgard Paule. Thienemann Verlag, 2004, ISBN 3-522-17632-4.
- Das Schloss am Moor. Mit Illustrationen von Ute Martens. Thienemann Verlag, 2005, ISBN 3-522-17700-2.
- Fußballgeschichten. Mit Bildern von Regina Kehn. Ravensburger Buchverlag, 2005, ISBN 3-473-36071-6.
- Die Cowboys vom Biberfluss. Mit Bildern von Michael Bayer. Thienemann, München 2007, ISBN 978-3-522-17914-0.
- Die rätselhafte Schatzinsel. Mit Illustrationen von Manfred Tophoven. cbj Verlag, 2009, ISBN 978-3-570-21984-3.

### Weitere Kinder- und Jugendbücher
- Duell im heißen Wind. Ein Seesack voll Abenteuergeschichten. Arena-Verlag, Würzburg 1975, ISBN 3-401-03733-1.
- Die Insel des Glücks. Schneider, München 1977, ISBN 3-505-09328-9.
- Leg deine Hand auf mein Gesicht. Laute und leise Gedichte und Geschichten. Arena-Verlag, Würzburg 1977, ISBN 3-401-01380-7.
- Morgen beginnt mein Leben. Neue Texte für junge Leute. Arena-Verlag, Würzburg 1977, ISBN 3-401-03798-6.
- Auf einem weißen Pferd nach Süden. Ravensburg, 1978, ISBN 3-473-51651-1.
- Das große Zittern. Kriminalgeschichten. Schaffstein, Dortmund 1979, ISBN 3-505-07357-1.
- Fang niemals einen Stern. Arena-Verlag, Würzburg 1980, ISBN 3-401-02555-4.
- Ein Indianer namens Heinrich. Franz Schneider Verlag, 1980, ISBN 3-505-08046-2.
- Cowboys weinen nicht. Franz Schneider Verlag, 1981, ISBN 3-505-08122-1.
- Die unsichtbare Hütte. Franz Schneider Verlag, 1981, ISBN 3-505-08184-1.
- Der Astronaut vom Zwillingsstern. Franz Schneider Verlag, 1982, ISBN 3-505-07332-6.
- Die Murmelmann-Weltreisen-Traum-Maschine. Scheider, München 1982, ISBN 3-505-08237-6.
- Das Spiel der Schwäne. Schneider, München 1983, ISBN 3-401-01626-1.
- Komm, wir helfen Bello! Schneider, München 1983, ISBN 3-505-08577-4.
- Nur große Fische für den Joker. Scheider, München 1984, ISBN 3-401-01633-4.
- Gabi, fünfzehn: „Wenn ich fliegen könnte“. Ravensburg, 1984, ISBN 3-473-38958-7.
- Fossbeck. Dülmen, Frankfurt am Main 1984, ISBN 3-88633-026-5.
- Die Zeit der Gazelle. Roman. Benziger, Zürich 1985, ISBN 3-423-07877-4.
- Leben gegen die Angst. Ravensburg, 1985, ISBN 3-473-51500-0.
- Mein Freund ist kein Feigling. Schneider, München 1986, ISBN 3-505-09229-0.
- Der Seeräuber vom Baggersee. Schneider, München 1986, ISBN 3-505-09393-9.
- Wo die Windrose blüht. Abenteuer-Erzählungen. Scheider 1987, ISBN 3-505-09612-1.
- Komm mit auf die Traumreise. Schneider, München 1987, ISBN 3-505-09575-3.
- Nachts bin ich ein Astronaut, aber das weiß keiner. Schneider, München 1989, ISBN 3-505-09891-4.
- Nachts bin ich eine Hexe, aber das weiss keiner. Scheider, München 1989, ISBN 3-505-09890-6.
- City-Glück & Straßen-Blues. Arena-Verlag, Würzburg 1989, ISBN 3-401-08010-5.
- Die Schwarzfüße. Thienemann, Stuttgart 1990, ISBN 3-473-58102-X.
- Lillilu liebt starke Tiere. Arena-Verlag, Würzburg 1990, ISBN 3-401-02051-X.
- Lore und der Flüstervogel. Schneider, München 1991, ISBN 3-505-04391-5.
- Der Wunderballon. Geschichten zum Träumen. Schneider, München 1991, ISBN 3-401-00374-7.
- Sarah und der Seeräuber. Thienemann, Stuttgart 1991, ISBN 3-473-52118-3.
- Die Hunde von Capurna. Abenteuerstories aus fernen Ländern. Rowohlt, Reinbek 1992, ISBN 3-499-20636-6.
- Zeit der Träume. Die sechs Wahrheiten über Peter. Ravensburg, 1993, ISBN 3-473-54101-X.
- Heinrichs Geheimnis. Thienemann Verlag. 1992, ISBN 3-522-16812-7.
- Der Mondbaum. Geschichten von Töchtern und Vätern. Thienemann, Stuttgart 1992, ISBN 3-596-80166-4.
- Der rote Ziegenbock. Binziger, Würzburg 1992, ISBN 3-401-07093-2.
- Maja und der Hausaufgaben-Trick. Benziger Edition im Arena Verlag, Würzburg 1993, ISBN 3-401-07038-X.
- Murmelmann und die Traumflugmaschine. Arena-Verlag, Würzburg 1993, ISBN 3-401-04475-3.
- Die Waldläufer. Ellemann, München 1993, ISBN 3-596-50876-2.
- Tobi und die rosa Teufel. Arena Verlag, 1993, ISBN 3-401-04413-3.
- Tobi und die blauen Stürmer. Arena-Verlag, Würzburg 1994, ISBN 3-401-04484-2.
- Julia im Hexenhaus. Franz Schneider Verlag, 1994, ISBN 3-505-08180-9.
- Die Ponyreiter im Räuberwald. Ellemann, München 1995, ISBN 3-85197-315-1.
- Jonas der Rächer. Arena-Verlag, Würzburg 1995, ISBN 3-401-04581-4.
- Das Geheimnis der Nikolausnacht. Arena-Verlag, Würzburg 1995, ISBN 3-401-07228-5.
- Als ich ein Fuhrmann war. Esslinger, Esslingen 1996, ISBN 3-215-13025-4.
- Der Einsame Wolf. Ellemann, München 1996, ISBN 3-7707-3035-6.
- Die Freunde der Sterne. Thienemann, Stuttgart 1996, ISBN 3-522-16944-1.
- Die Ponyreiter. Deutscher Taschenbuch-Verlag, München 1997, ISBN 3-423-70444-6.
- Die Gazelle. Thienemann, Stuttgart 1997, ISBN 3-12-262240-8.
- Drei wilde Reiter. Thienemann, Stuttgart 1997, ISBN 3-570-26055-0.
- Moritz und der Spuk am Abend. Ellemann, München 1997, ISBN 3-7707-3048-8.
- Ausgespielt. Ein Joker-Krimi. Thienemann, Stuttgart 1998, ISBN 3-570-26072-0.
- Aufgehetzt. Ein Joker-Krimi. Thienemann, Stuttgart 1999, ISBN 3-522-17264-7.
- Der Hurone oder Geh, wohin dein Traum dich führt. Omnibus, München 1999, ISBN 3-570-26011-9.
- Zugeschnappt. Ein Joker-Krimi. Thienemann, Stuttgart 1998, ISBN 3-570-26083-6.
- Zipp, der Zukunftsdetektiv. Der Fall goldener Löwe. Schneider, München 2000, ISBN 3-505-11140-6.
- Power Kicker 2. Spannende Spiele und tolle Tore. Thienemann, Stuttgart 2000, ISBN 3-401-02193-1.
- Ein Fall für Max. Ellemann, Hamburg 2000, ISBN 3-7707-3096-8.
- Meisterdetektiv Siggi Sonne. Verschwörung um Mitternacht. Arena-Verlag, Würzburg 2001, ISBN 3-401-05131-8.
- Der geheimnisvolle Schatten. Ellemann, Hamburg 2001, ISBN 3-7707-3129-8.
- Die Abenteuerkater. Thienemann, Stuttgart 2001, ISBN 3-522-17448-8.
- Meisterdetektiv Siggi Sonne. Der Täter mit der Maske. Arena-Verlag, Würzburg 2001, ISBN 3-401-05165-2.
- Neue Abenteuer auf dem Pferdehof. Ravensburger, 2002, ISBN 3-473-54186-9.
- Gespenstergeschichten. Mit Bildern von Christian Zimmer. Ravensburg, 2002, ISBN 3-473-34462-1.
- Power-Kicker. Arena-Verlag, Würzburg 2003, ISBN 3-401-02193-1.
- Lenas Abenteuer auf dem Pferdehof. Ravensburger Bucherverlag, 2003, ISBN 3-473-54215-6.
- Das schwarze Kloster. Thienemann, 2003, ISBN 3-522-17598-0.
- Trümmerindianer. Ravensburger Buchverlag, 2006, ISBN 3-473-58244-1.
- Die Schatzhöhle am See. Thienemann, Stuttgart 2006, ISBN 3-522-17812-2.
- Eulenkind und Büffelmädchen. Thienemann, Stuttgart 2006, ISBN 3-522-17834-3.
- Einen kurzen Sommer lang. Thienemann Verlag, 2008, ISBN 978-3-522-18043-6.
- Ich, Lukas und die Geisterkuh. Thienemann, Stuttgart 2009, ISBN 978-3-522-18176-1.
- Bandengeschichten. cbj Verlag, München 2012, ISBN 978-3-570-21984-3.
- Die besten Pferdegeschichten. F. X. Schmid, München 2012, ISBN 978-3-8380-5012-6.
- Die Schwarzfüße (Neuauflage). Henselowsky Boshmann Verlag, Bottrop 2021, ISBN 978-3-948566-10-4

## Auszeichnungen
- 1970: Bestenliste des Deutschen Jugendbuchpreises für Kater und die rote Katze
- 1977: Bestenliste des Deutschen Jugendbuchpreises für Zeit der Träume
- 1990: Adolf-Grimme-Preis für die Fernsehserie Brausepulver des ZDF
- 2001: Rheinischer Literaturpreis Siegburg